# Виртуальный пациент
Термин «виртуальный пациент» охватывает интерактивные компьютерные симуляции, применяемые в медицинском образовании для подготовки студентов к клиническим процессам, таким как диагностика и выбор терапевтических подходов. Эти симуляции стремятся интегрировать передовые технологии и игровые методики, что создает дополнительные возможности для обучения и улучшает практическую подготовку будущих специалистов. С учётом растущего спроса на медицинских работников, использование виртуальных пациентов становится все более популярным, предоставляя учащимся возможность тренироваться в безопасной обстановке.
Разнообразие форматов виртуальных пациентов позволяет адаптировать обучение под конкретные потребности студентов. Ключевым аспектом является интерактивность: ответы обучаемых анализируются, моделируя реакцию пациентов на применяемые методы лечения. Вопросы и ситуации принятия решений способствуют активному вовлечению студентов в процесс обучения и помогают развивать критическое мышление. Тем не менее, некоторые из таких симуляций, основанные на текстовых случаях, не предоставляют возможности для физического осмотра или глубокого анализа историй болезней.

## Формы
Виртуальные пациенты могут принимать несколько различных форм:
1. Презентация клинического случая: обзор случаев, связанных с пациентом, для закрепления и применения основных медицинских концепций в реальных ситуациях.
2. Интерактивный сценарий пациента: мультимедийный случай пациента, предназначенный для обучения навыкам клинического мышления, таким как назначение и интерпретация диагностических тестов.
3. Виртуальная игра для пациента: интерактивные клинические сценарии, которые происходят в полностью виртуальном мире, предназначенном для отработки командной подготовки в ситуациях высокого риска (например, аватары в виртуальном медицинском учреждении).
4. Сценарии виртуальной реальности: учебные упражнения на основе виртуальной реальности для обучения процедурным навыкам в ситуациях различной сложности. (например, хирургическое моделирование в виртуальной реальности).
5. Высокоточное программное моделирование: компьютерные программы, разработанные для имитации физиологических условий человека в различных клинических сценариях.
6. Манекены высокой точности: реалистичные, программируемые манекены, которые могут моделировать широкий спектр клинических сценариев; включая моделирование остановки сердца, припадка и т. д. в комплекте с моделированием жизненно важных показателей в режиме реального времени.
7. Виртуальный стандартизированный пациент: пациент с искусственным интеллектом, созданный с помощью естественного языка для помощи в тренировке навыков общения между поставщиком и пациентом.
8. Виртуальные клинические испытания: виртуальные пациенты для моделирования изменчивости человека и/или животных (например, v-patients.com (https://www.v-patient s.com/)).

## Виды взаимодействий
Было определено несколько различных режимов виртуальной доставки пациентов:
- Предопределенный сценарий (направленный режим).
- Обучаемый может накапливать данные о пациенте или случае на основе наблюдений и взаимодействий (пустой режим).
- Обучаемый может просмотреть и оценить или проанализировать существующего пациента или сценарий (режим критики или режим репетиции).
- Виртуальный пациент может быть использован в качестве механизма для решения определённых тем (контекстный режим).
- Обучаемый может использовать сценарий или пациента для изучения личных/ профессиональных аспектов (рефлексивный режим).
- Банки пациентов или сценарии могут коллективно решать широкие проблемы здравоохранения (режим паттерна).

## Возможные преимущества
Исследования показали, что использование виртуальных пациентов является эффективным по времени и с минимальными затратами для развития навыков клинического мышления у студентов за счет самостоятельного и многократного выполнения врачебных задач в безопасной среде без риска причинения вреда пациенту или учащемуся, что может значительно увеличить умственный пул изученных случаев у студентов. В отличие от симулированных или реальных пациентов, доступ к виртуальным пациентам можно получить по запросу, и пользователь может наблюдать за случаем в течение нескольких месяцев, проводя при этом менее часа в режиме реального времени. Кроме того, виртуальных пациентов можно бесконечно воспроизводить и легко модифицировать, чтобы пользователь мог изучать различные клинические сценарии и результаты лечения пациентов. По сравнению с симулированными пациентами, виртуальные пациенты делают наблюдение и оценку более надежными и простыми для контроля, а также могут использоваться в качестве стандартизированного метода оценки. Симулированные пациенты можно рассматривать как образовательные инструменты, которые улучшают существующие методы клинического обучения, делая их более эффективными и повышая справедливость оценки навыков.

## «Виртуальный пациент» в России
Команда специалистов Первого МГМУ имени И. М. Сеченова разработала цифровое решение, которое стало настоящим прорывом в российском медицинском образовании. Система «Виртуальный пациент» позволяет за считанные минуты создать компьютерную модель пациента любого пола и возраста с любым заболеванием. Студентам медвузов она помогает отрабатывать практические навыки диагностики и лечения в ситуациях, максимально приближенных к реальности. А преподавателям и методистам дает возможность в режиме реального времени отслеживать, как обучающиеся справляются с заданиями, корректировать учебные планы, создавать новые учебные материалы, диагностические кейсы и тесты. «Виртуального пациента» уже используют в 8 медицинских университетах страны, а число зарегистрированных пользователей этой образовательной платформы превысило 1500 человек.
По информации автора «виртуального пациента», директора Клинического института детского здоровья им. Н. Ф. Филатова Сеченовского Университета Екатерины Алексеевой, разработка «Виртуального пациента» задумывалась, как обучающая программа для студентов Сеченовского Университета, однако год спустя разработчики поняли, что их изобретение может помогать и практикующим врачам. В программу будут заложены обезличенные данные историй болезни пациентов — симптомы, данные лабораторных исследований, КТ, МРТ и т. д. В дальнейшем ученые «научат» систему анализировать эти данные и, сравнивая их с «нормой», ставить наиболее вероятный диагноз и предлагать оптимальный вариант лечения.
Для студентов медицинских вузов эта программа станет незаменимым помощником в изучении педиатрии. Помимо доступа к уникальному обучающему материалу, основанному на современных клинических рекомендациях и протоколах лечения в педиатрических специальностях, программа откроет будущим медикам возможность отрабатывать навыки и алгоритмы действий врача в безопасной цифровой среде (в программе есть «опция» работы в виртуальной реальности в 3D очках).
С точки зрения технологий «Виртуальный пациент» представляет собой сложную и многофункциональную платформу. В её программном коде более миллиона строк, а база данных содержит свыше 4700 уникальных показателей здоровья детей от рождения до 18 лет и более полутора миллиона значений этих показателей. В платформу также заложено более 1000 уникальных тестовых заданий разной степени сложности, которые сопровождаются видео и аудио материалами, и около 50 клинических кейсов по различным направлениям педиатрии, основанных на реальных историях болезни. В настоящее время система настроена на работу с пациентами до 18 лет, но уже в 2025 году разработчики планируют расширить её функционал и для моделирования взрослых пациентов с их специфическими заболеваниями.

## Academix3D - cимулятор виртуальной клиники в странах СНГ
AcademiX3D — виртуальный обучающий программный комплекс (виртуальный пациент) для медицинских вузов и колледжей. Он представляет собой интерактивную 3D-систему симуляции клинических сценариев. Платформа содержит библиотеку виртуальных пациентов с подробным описанием классификации, патогенеза, анамнеза, жалоб, осмотра, симптомов, диагностики и лечения различных заболеваний. База данных программы охватывает 53 нозологии (раздела) «внутренних болезней» и свыше 150 виртуальных пациентов.
В системе реализованы два режима работы: «Практика» и «Теория». В режиме «Практика» студент моделирует приём пациента: собирает анамнез, проводит физикальное обследование (перкуссию, пальпацию, аускультацию) и на основании клинических данных ставит диагноз и назначает лечение. В режиме «Теория» обучающийся поэтапно изучает конкретное заболевание, проверяя знания об этиологии, патогенезе, симптомах и лечении. Система содержит элементы геймификации и обеспечивает обратную связь, что повышает мотивацию и качество обучения. 
AcademiX3D применяется в медицинских учебных заведениях СНГ с 2018 года и уже используется во многих вузах и колледжах СНГ; её содержание адаптировано к региональным образовательным стандартам (например, российскому ФГОС).